# جنگنده تهاجمی

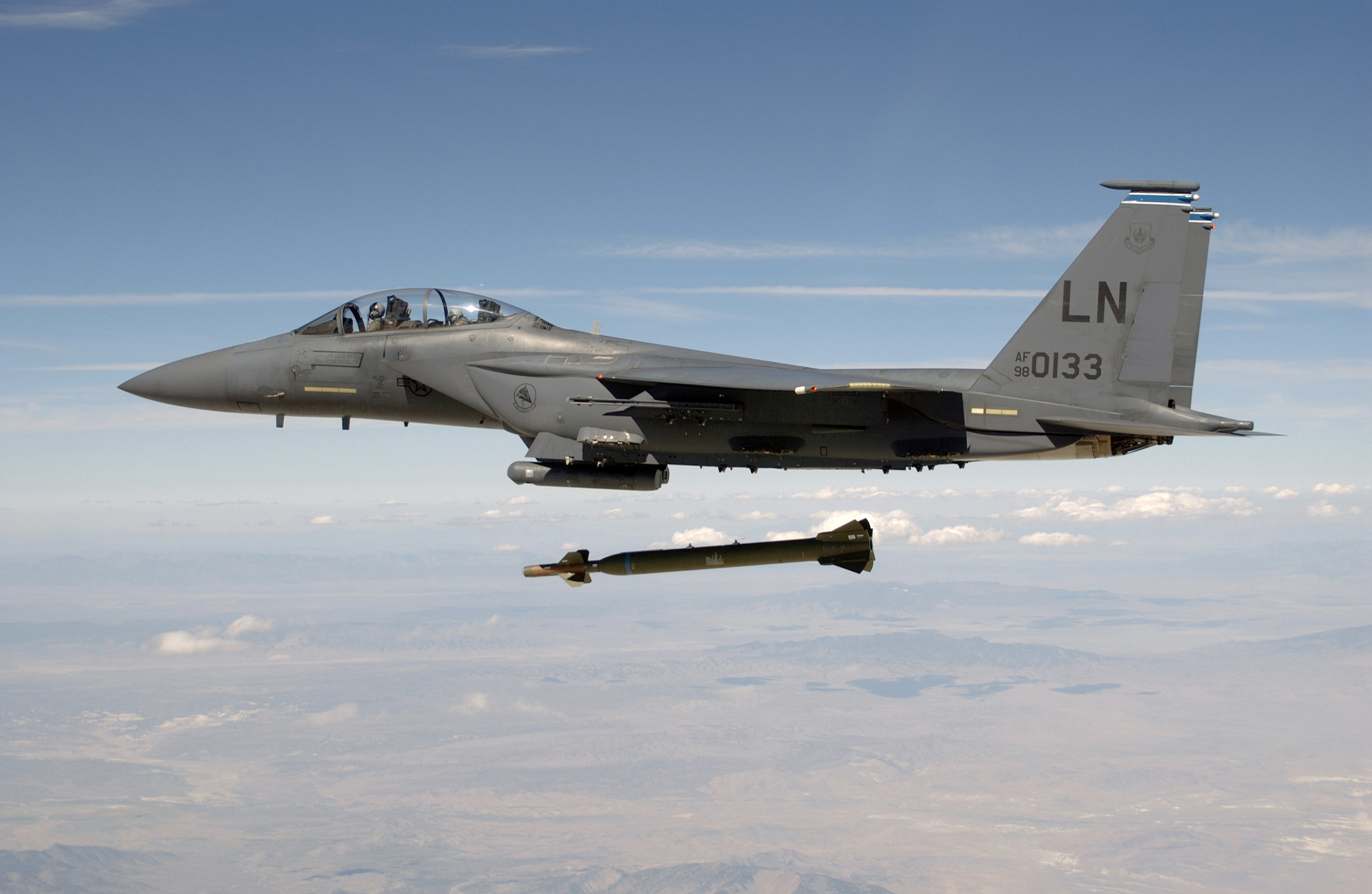
یک جنگنده تهاجمی نیروی هوایی ایالات متحده آمریکا از نوع مک‌دانل داگلاس اف-۱۵ئی استرایک ایگل در حال انداختن یک بمب هدایت‌شونده

یک جنگنده تهاجمی (انگلیسی:Strike fighter) نوعی جنگنده چند کاره است که عمدتاً به منظور استفاده به عنوان یک هواگرد تهاجمی حمله به سطح چه عمقی چه نزدیک طراحی شده اما برخی مشخصات و توانایی‌های جنگ هوایی یک هواپیمای شکاری نیز در آن لحاظ شده باشد. این هواگردها با هواگردهای چندمنظوره (شکاری-بمب‌افکن) متفاوت هستند.

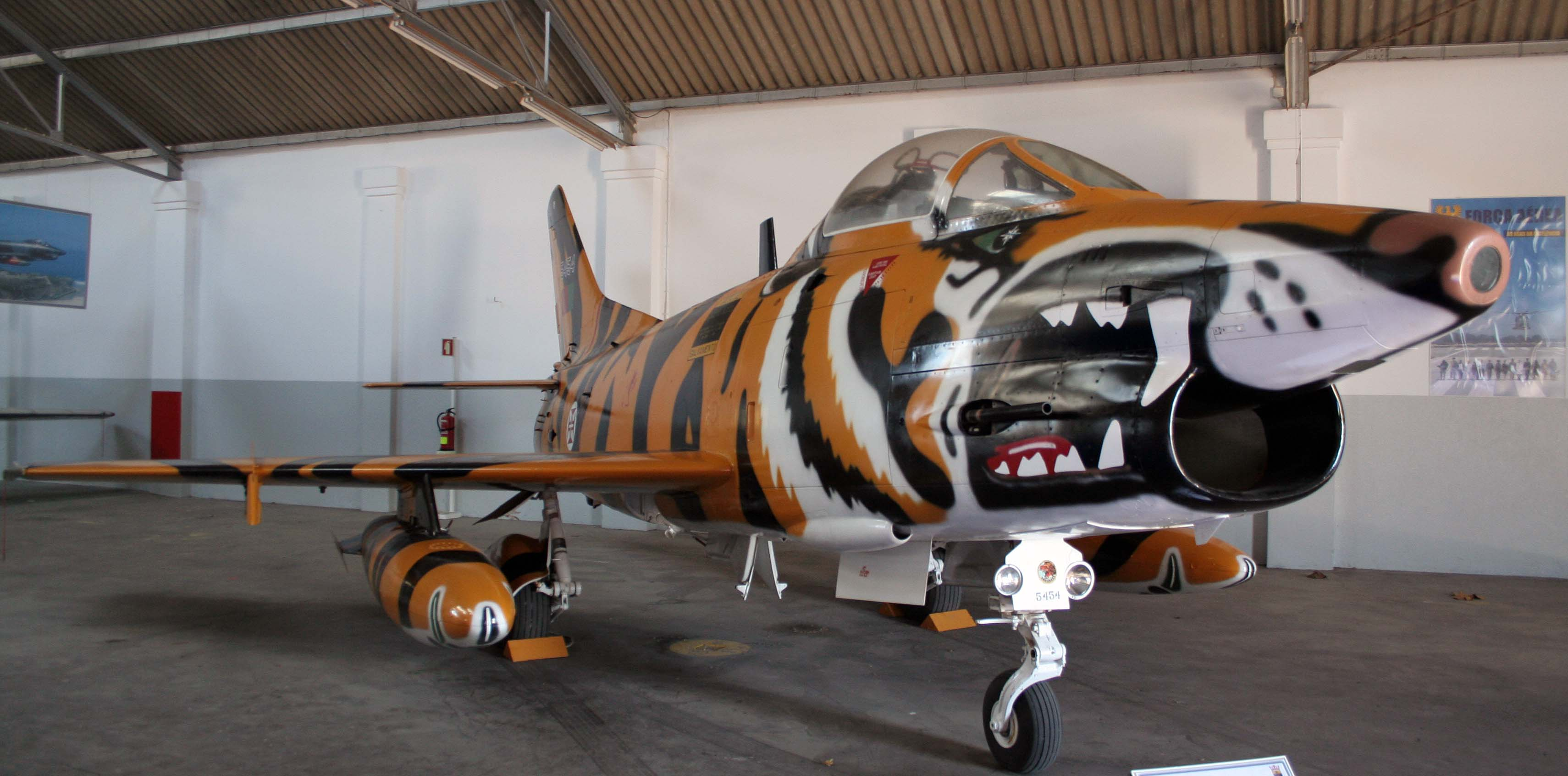
یک فروند جنگنده تهاجمی ایتالیایی فیات جی.۹۱ از ناوگان نیروی هوایی پرتغال

جنگنده تهاجمی به هواپیمای جنگی گفته می‌شود که:
- اولویت اول آن حمله به سطح (بمب افکن)
- وظیفه ثانویه آن قابلیت جنگ هوایی (شکاری)

از هواپیماهای جنگنده تهاجمی می‌توان به: اف-۱۵استریک ایگل، سوخو۳۴، تورنادو، اف-۱۸ایی سوپرهورنت، میراژ۲۰۰۰، جی اچ۷، سوخو۲۴، اف۴ فانتوم اشاره کرد.